# Stein der Weisen

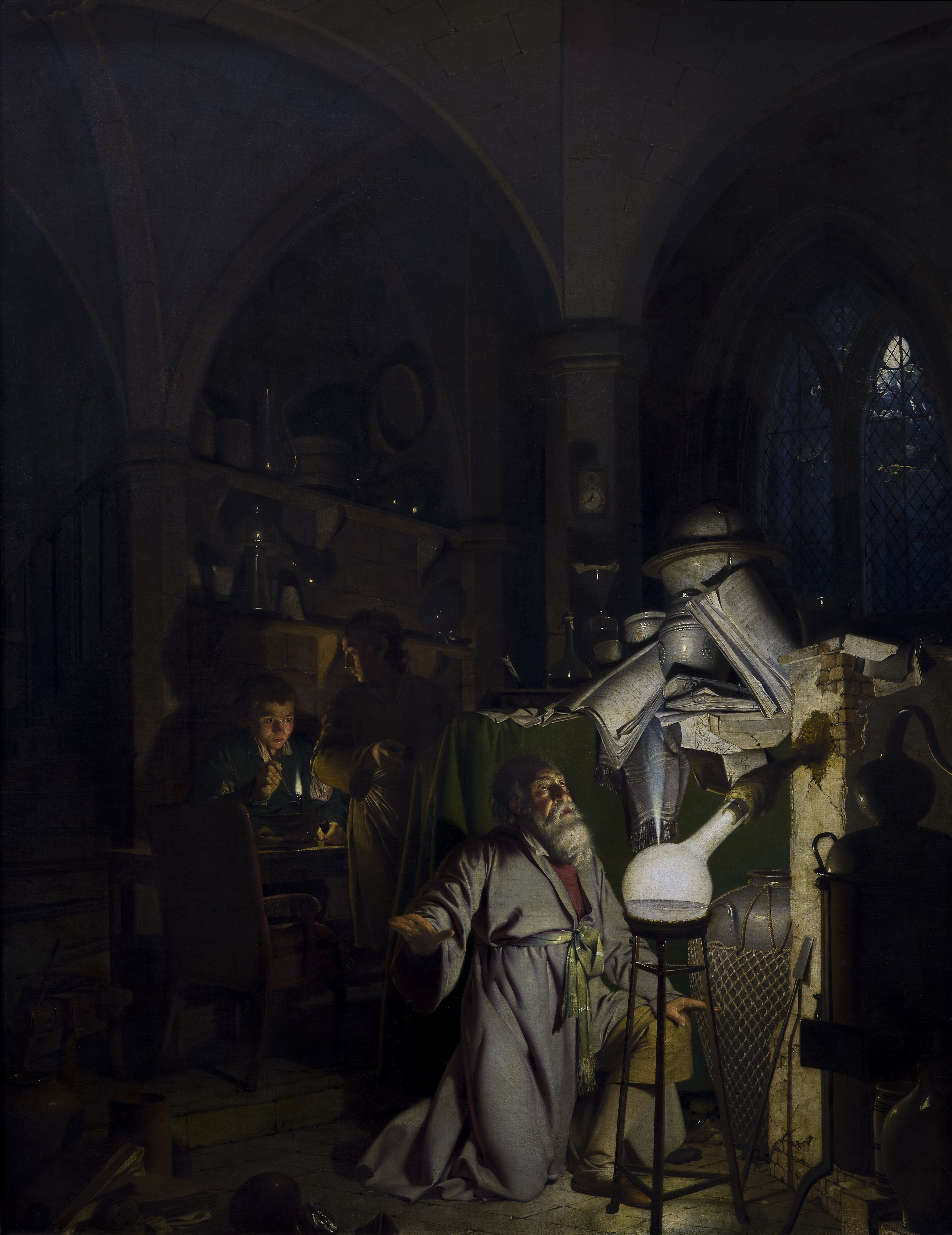
Der Alchemist beim Suchen nach dem Stein der Weisen (1771), Joseph Wright of Derby

Der Stein der Weisen (lateinisch Lapis philosophorum „Stein der Philosophen“) bezeichnet in der Alchemie die zwischen dem 1. und 3. Jahrhundert entwickelte Vorstellung von einem „Stein“, Lapis, der aus einer Substanz bestehen soll, die unedle Metalle in edle Metalle und vor allem in Gold und Silber verwandeln könne. Der Stein der Weisen stellt aber auch das Prinzip der Transmutation, der Heilung und Läuterung dar. Bestimmt für den Einsatz gegen vielfältige Mangelzustände und Disharmonien, gilt der Stein, dem auch eine verjüngende Wirkung zugeschrieben wird, als Allheilmittel von höchster Reinheitsstufe und als Symbol für die Umwandlung des niederen in das höhere Selbst.

## Legende
Als „Begründer“ der Alchemie soll die Göttergestalt des Hermes Trismegistos vor über 2500 Jahren die Herstellungsformel des Steins der Weisen in eine Smaragdtafel eingraviert haben: Demnach bilden die Grundelemente der Vier-Elemente-Lehre, Feuer, Wasser, Erde und Luft, im Verbund mit Quecksilber und Schwefel und hinzugefügtem Salz die Zutaten, die zur Gewinnung des Steins der Weisen erforderlich sind. Die Sage vom Stein der Weisen war (in einem universalphilosophischen Sinn) ab dem Mittelalter weit verbreitet.
Eine frühe rätselhafte Umschreibung findet im 3./4. Jahrhundert der Stein der Weisen bei Zosimos aus Panopolis: „Dieser Stein, der kein Stein ist, dieses kostbare Ding, das ohne Wert ist, dieses mehrgestaltige Ding, das keine Form besitzt, dieses unbekannte Ding, das jeder kennt“.

## Der äußere und der innere Stein der Weisen
Das Weltbild der Alchemie fußt auf dem sogenannten animistischen Prinzip, wonach es nur eine alles durchdringende göttliche Seelensubstanz gibt, die unendlich mannigfaltige materielle Formgestalt annehmen kann. Alle Dinge in der Welt werden entsprechend als beseelt und aus Geist, Seele und Körper bestehend angesehen. Alchemisten hielten es für möglich, Stoffe zu veredeln und anzureichern, indem Materie aufgelöst und verändert wird. Für die Vertreter der äußeren Alchemie galt Gold, als edelstes der Metalle, dabei als Hauptziel der materiellen Transmutation. Demgegenüber bestand das Ziel der Vertreter der inneren Alchemie in der Transmutation des Geistes. Analog zur äußeren und inneren Alchemie gab es einen äußeren und inneren Stein der Weisen. Die überwiegende Zahl der Alchemisten widmete sich in der Hoffnung auf Reichtum und Unsterblichkeit dem äußeren Stein der Weisen, ohne zu wissen, dass es auch ein anderes Ziel der Übungen gab, die Umwandlung des Experimentierenden selbst. Bei den nach innerer Läuterung strebenden Alchimisten waren die laborierenden Goldmacher, die sie wegen ihrer zischenden Blasebälge spöttelnd die „puffers“ nannten, verrufen und verachtet.

## Laboratorium und Oratorium
In der Alchemie ist die Herstellung des Steins der Weisen (Lapis philosophorum) ein Schritt im „alchemischen Werk“, den wertsteigernden Veränderungen einer Ausgangsmaterie (materia prima), mit den Stufen Kalzination, Solution, Putrefaktion, Reduktion, Sublimation, Koagulation, Fermentierung, Lapis philosophorum (die zur höchsten Materie emporgeläuterte materia prima), Multiplikation und Projektion.

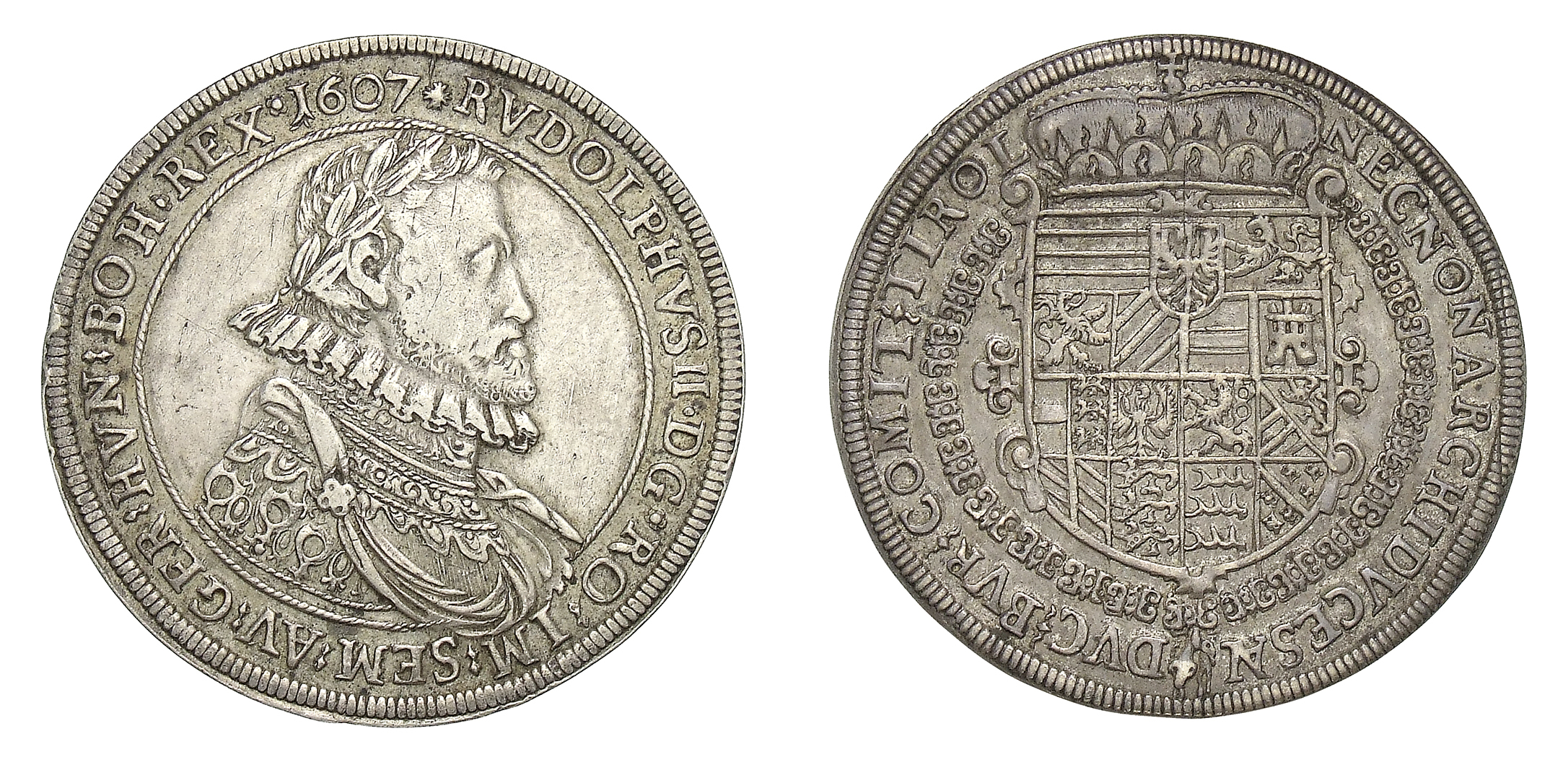
Alchemistentaler Kaiser Rudolfs II. von 1607 mit alchemistischen Zeichen am Brustbild

Der Römisch-Deutsche Kaiser Rudolf II. hatte auf dem Hradschin ein eigenes Labor. Im Jahr 1607 ließ er sogenannte Alchemistentaler prägen, die auf Grund der alchemistischen Zeichen am Brustbild des Kaisers erkennbar sind.
Es gab hunderte alchemistische Laboratorien, deren Gerätschaften zum Teil erhalten geblieben sind und bei denen beim Quellenstudium zahlreiche echte chemische Prozesse augenscheinlich erfassbar sind, sofern man die alchemistischen Termini entsprechend überträgt: Spiritus vitrioli stand beispielsweise für verdünnte Schwefelsäure, Spiritus salis für Salzsäure und Saccharum saturni für Bleiacetat. Im Mittelalter und der beginnenden Neuzeit war das von den Alchemisten benutzte Vokabular, das scheinbar für einen chemisch gekennzeichneten Prozess benutzt wurde, mitunter ambivalent und widersinnig wirkend formuliert, weil damit gleichzeitig spirituelle und reale Läuterungsprozesse beschrieben wurden. Laboratorium und Oratorium existierten förmlich nebeneinander; „Spiritus“ bedeutete gleichzeitig Geist (lat. spiritus) und Spiritus (Alkohol).

## Tricks und Fälschungen
Als in der Renaissance der metallurgischen Fraktion der Alchemisten bereits das reale Fundament entzogen war, kam es aufgrund des Geldmangels vieler Fürsten zu einem erneuten Boom der Goldmacherei. Kurfürst Christian II. von Sachsen ließ den Alchemisten Seton angeblich sogar foltern, um an das Geheimnis des Steins der Weisen zu kommen. Um vorzeigbare goldähnliche Produkte (Truggold, auch: aurum sophisticum) in den Schmelztiegeln zu erzeugen, kochte man Kupfervitriollösungen mit Quecksilber in eisernen Gefäßen, bis es nach dem Umschmelzen eine goldgelbe Farbe annahm. Sebastian Brant beschrieb 1494 in seinem Werk Das Narrenschiff die Tricks der echten Schwindler. Ab Mitte des 18. Jahrhunderts geriet die Alchemie sehr in Verruf. Lehmann wies 1908 in seinem Werk Aberglaube und Zauberei von den ältesten Zeiten bis in die Gegenwart darauf hin, dass die von den Alchemisten produzierten goldenen Gedenkmünzen nur zirka 2/3 des spezifischen Goldgewichts wiegen. Im Münzkabinett des Kunsthistorischen Museums in Wien sind heute viele Münzen aus solchen angeblich gelungenen Tingierungen ausgestellt. 1930 übte der Hochstapler Franz Tausend seine Goldmacher-Tätigkeit aus und führte damit viele einflussreiche Zeitgenossen hinters Licht, bis es zum Truggold-Alchimistenprozess kam.

## Vorgebliche Eigenschaften
Die Mehrzahl der alchimistischen Adepten war von der Hoffnung beseelt, das Unsterblichkeits-Elixier entdecken zu können. Sie dürften das Ziel gehabt haben, aus unedlem Metall Gold und Silber herstellen zu können. Die Verwandlung unedler Metalle sollte durch Zusatz einer geringen Menge dieser, auch als quinta essentia bezeichneten, Substanz möglich sein. Wenn der Stein die Kraft besäße, sämtliche unedle Metalle in jedem Mengenverhältnis in Gold zu verwandeln, sollte er das Universal heißen; beschränkte sich seine Kraft auf die Verwandlung eines bestimmten Metalls, sollte er Partikular heißen.
Aus dem Stein der Weisen, der die Verderbnis (lateinisch corruptio) sowohl unedler Metalle als auch kranker Lebewesen überwinden könne, sollte sich auch – vor allem in den Vorstellungen arabischer Schriften – eine Universalmedizin gewinnen lassen, die, als Kondensation von Lebenskraft in einer kleinen Menge von Materie, auf den menschlichen Körper heilend, stärkend und verjüngend wirken sollte. Wer dieses Mittel gefunden hätte, sollte Adept genannt werden.
Für den Stein der Weisen mit der Fähigkeit zur Golderzeugung existierten verschiedene Bezeichnungen: Roter Löwe, Großes Elixier, Magisterium, Rote Tinktur (Tinctura rubea), Panazee des Lebens, Medicina metallorum, Astralstein. Ein weniger vollkommenes Mittel, das unedle Metalle in Silber verwandeln könne, sollte Weißer Löwe, Weiße Tinktur (Tinctura alba), das Kleine Elixier oder Magisterium heißen.

## Aurum potabile
Das mittelalterliche trinkbare Gold basiert auf einem antiken Aberglauben an die Heilkraft des Goldes. Plinius’ Naturgeschichte (33.25) enthält laut Berthelot (1889) ein Rezept für eine Mischung aus Gold- und anderen Metallsalzen, die topisch gegen Wunden und Schuppenflechte angewendet wurde. Die antimikrobielle Wirkung von Schwermetallen wie etwa Kolloidales Silber ist der heutigen Medizin wohlvertraut.
Als Aurum Potabile („Trinkbares Gold“), das im Mittelalter als Lebenselixier oder Panazee bzw. Allheilmittel galt, bezeichnete man auch goldhaltige oder hochpreisige, meist in der Heilkunde benutzten Tränke.
Bei Paracelsus findet sich die Zubereitung eines aurum potabile durch vierwöchige Destillation von höherprozentigem Alkohol mit Blattgold oder gefeiltem Gold.
Auch die Verbindung des Steins der Weisen mit Rotwein wurde so genannt. Dieses Aurum Potabile solle als Mittel gegen jede Krankheit und als einziges auch gegen das Altern wirksam sein. Die Verbindung des Steins mit destilliertem Wasser bezeichnete man dagegen als Universalmedizin, die, bis auf die verjüngende, alle Wirkungen des Aurum Potabile vollbringen könne.
Hufeland schrieb 1796 kritisch zur Verlängerung des Lebens: „Auf die erste Idee, die Vermehrung der Quantität der Lebenskraft, baueten vorzüglich und bauen noch immer alle die Verfertiger und Nehmer von Goldtincturen, astralischen Salzen, Lapis Philosophorum und Lebenselixiren“.

## Entdeckung des Porzellans und der Chemolumineszenz
Noch bis 1819 bestand in Deutschland eine alchemistische Gesellschaft, eine Hermetische Gesellschaft. Auf der Suche nach dem Stein der Weisen erfand der Alchemist Johann Friedrich Böttger zusammen mit dem Naturwissenschaftler Ehrenfried Walther von Tschirnhaus im Dezember 1707 das europäische Pendant des chinesischen Porzellans. Phosphor wurde 1669 von Hennig Brand, einem deutschen Apotheker und Alchemisten, entdeckt, als dieser Urin eindampfte, auf Sand erhitzte und der Rückstand aufgrund der Chemolumineszenz leuchtete.

## Der Stein der Weisen als literarisches Motiv
Unter dem Titel Der Stein der Weisen erschien im A. Hartleben’s Verlag ab 1889 eine illustrierte populärwissenschaftliche Zeitschrift zur Unterhaltung und Belehrung aus allen Gebieten des Wissens für Haus und Familie unter der Redaktion von Amand Freiherr v. Schweiger-Lerchenfeld.
Der Stein der Weisen ist auch Titel eines Märchens aus der Sammlung Dschinnistan von Christoph Martin Wieland, in dem die Bemühungen der Alchemisten um die Erlangung von Reichtum persifliert werden. Ähnlich spöttisch sagt Mephisto in Goethes Faust II (v. 5063 f.): „Wenn sie den Stein der Weisen hätten, / Der Weise mangelte dem Stein.“ Auf diesem Märchen basierend entstand um Emanuel Schikaneder 1790 die Oper Der Stein der Weisen oder die Zauberinsel, die im Wiedner Theater uraufgeführt wurde und in der jüngsten Geschichte vom Opernhaus Zürich  im Jahre 2010 und vom Tiroler Landestheater 2018 aufgeführt wurde, nachdem sie vom Musikwissenschaftler David J. Buch 1997 in der Hamburgischen Staatsbibliothek entdeckt wurde.
In dem 1995 veröffentlichten Abenteuerroman Indiana Jones und der Stein der Weisen findet der Archäologe Indiana Jones den Stein der Weisen im Grab des Hermes in einer Oase in Ägypten.
Das erste Buch der Harry-Potter-Reihe trägt den Titel Harry Potter und der Stein der Weisen. Der Stein der Weisen wird darin auf besondere Anweisung des Schulleiters Prof. Dumbledore in der Zauberei-Schule Hogwarts verwahrt. Lord Voldemort versucht ihn für seine Ziele in Besitz zu bringen.
In der ersten Geschichte der Comic-Reihe Die Schlümpfe versucht der Zauberer Gargamel, den Stein der Weisen mittels der Zutat „Schlumpf“ herzustellen.
In der Manga- und Anime-Reihe Fullmetal Alchemist versuchen die beiden Protagonisten Ed(ward) und Al(phonse) Elric, den Stein der Weisen zu finden, weil sie hoffen, mit seiner Hilfe das alchemistische Gesetz vom „Prinzip des äquivalenten Tausches“ umgehen zu können.
Auch wird ein Stein der Weisen in der Buchreihe Die Geheimnisse des Nicholas Flamel von dem irischen Autor Michael Scott des Öfteren erwähnt.
In Andreas Eschbachs Roman Teufelsgold aus dem Jahr 2016 spielt der Stein der Weisen eine zentrale Rolle. Er soll den Weg in eine vollkommene Welt weisen.
In Kerstin Giers Edelstein-Trilogie ist auch des Öfteren, wenn er nicht doch eine zentrale Rolle spielt, von einem Stein der Weisen, in Bezug auf die Alchemie, die Rede.
Im vierten Teil der Percy-Jackson-Buchreihe Percy Jackson – Die Schlacht um das Labyrinth wird der Stein der Weisen häufiger erwähnt.

## Stand der Wissenschaft bei Elementumwandlungen
Mit der Zeit wurde durch das zunehmende Wissen über chemische Reaktionen und die Beschaffenheit der chemischen Elemente immer klarer, dass die Umwandlung von Metallen in Gold oder, allgemeiner ausgedrückt, die Umwandlung eines Elements in ein anderes auf den von den Alchemisten angestrebten Wegen – und das sind allesamt chemische Verfahren, die sich in der Elektronenhülle der beteiligten Atome abspielen – unmöglich ist, weil die dabei auftretenden Energien dafür um ein Vielfaches zu klein sind. Solche Umwandlungen funktionieren nur bei den mit Millionen Mal höheren Energien arbeitenden kernphysikalischen Verfahren, bei denen sich Atomkerne ineinander umwandeln können (die Identität eines chemischen Elementes liegt im Atomkern begründet, genauer gesagt, in der Protonenzahl im Atomkern). Ein Zeitungsbericht vom 20. April 1896 berichtete von einem New Yorker Studenten, demzufolge dieser den Stein der Weisen entdeckt hätte, indem er ein wertloses Stück Metall durch (im Januar 1896 bekanntgewordene) Röntgenstrahlen in Gold umgewandelt habe. Die seit Mitte des 20. Jahrhunderts von Menschenhand initiierten Kernverschmelzungs- und -spaltungsprozesse (Kernfusion bzw. Kernfission) bestätigen die Machbarkeit des langgehegten Traumes der Alchemisten. In einem Kernreaktor kann durch Bestrahlung von Platin (78 Protonen im Atomkern) oder Quecksilber (80 Protonen im Atomkern) Gold (79 Protonen im Atomkern) hergestellt werden. Gold fällt auch bei verschiedenen kerntechnischen Anwendungen in winzigen, atomaren Mengen als Nebenprodukt an. Allerdings ist die für eine industrielle Herstellung aufzuwendende Energie um Größenordnungen teurer als das bergmännisch gewonnene Edelmetall selbst. An die Stelle einer prinzipiellen Schranke für die Goldsynthese traten ökonomische Grenzen.